# Загорские Дали
Загорские Дали — посёлок в Сергиево-Посадском районе Московской области России. Построен для работников сердечно-онкологического санатория «Загорские Дали».

## Население
| 2002 | 2006  | 2010  |
| ---- | ----- | ----- |
| 1833 | ↘1802 | ↗1935 |

По данным 1989 года, в посёлке проживает 1937 человек. На 2009 год — 1814 человек.

## История
Строительство посёлка началось в 1970 году. Первый дом сдан в эксплуатацию в 1972 году. Всего к 1980 году было построено 4 жилых дома (3 серии 1-515/9ЮЛ, 1 — II-49). Также были построены универсам, котельная, школа, детский сад, клуб, также было построено бомбоубежище и поликлиника. Затем, после развала СССР, был построен 5-й жилой дом, серии 1Р-303-16.

## Инфраструктура и благоустройство
В посёлке есть школа,детский сад,футбольное поле, несколько детских площадок,амбулатория,почтовое отделение,санаторий.
Сетевой магазин «Дикси»,аптечный пункт,пункт выдачи "Яндекс","Озон",хозяйственный магазин и два продуктовых магазина,а также регулярное автобусное сообщение с районным центром Сергиев Посад,маршрут номер 20 и Марьино - маршрут номер 21.